# Mujannahgambiet
Het mujannahgambiet of Sturmgambiet is in het schaken een variant van de Birdopening (1. f4). Het gambiet is ingedeeld bij de flankspelen en valt onder ECO-code A03. De zettenreeks is
1. f4 d5 (Birdopening, Nederlandse variant)
2. c4

In het Perzische Shatranj, een voorloper van het moderne schaak, verwees de term mujannah (de opening vanuit de flank) naar het opschuiven van de flankpionnen f2 en c2. Als zwart antwoordde met het naar voren zetten van zijn flankpionnen f7 en c7 was er sprake van een dubbele mujannah. Daarnaast kende men de term mashaikhi (de opening van de sjah) voor de opening in het centrum met de d- en de e-pion.